# Тебризский театр «Эрк»
Тебризский театр «Эрк» или театр «Шири-Хуршид» (азерб. Təbriz Ərk teatrı) — бывший театр в городе Тебриз. Был открыт в 1927 году, разрушен в 1980 году после исламской революции.

## История
Строительство здания, осуществлённое «Обществом красного льва и солнца», было завершено в 1927 году. Личность архитектора здания неизвестна. Предположительно он приехал с Кавказа, так как здание соединяло в себе итальянский стиль эпохи Возрождения, распространённый в Баку и Тифлисе, и стиль немецкого рококо с декоративным интерьером. Открытие театра состоялось в сентябре 1927 года. Длина основного зала на 800 человек составляла 30 метров, ширина – 10 метров. Главная специфика зала состояла в том, что из-за особой акустики на этажах и потолке здания здесь не было необходимости в применении каких-либо усилителей звука. Зрители первого и последнего рядов слышали
музыку одинаково.
Здание театра было основательно отреставрировано после установления Азербайджанского национального правительства, были заменены занавесы и люстры. Театр возобновил деятельность в 1946 году под названием Тебризский Государственный театр постановкой пьесы Джалила Мамедкулизаде «Книга моей матери». После падения Азербайджанского Национального правительства в декабре 1946 года деятельность Тебризского государственного театра была прекращена.
После исламской революции здание театра было снесено, на его месте была построена Джума-мечеть.